# 比塞勒 (卡尔瓦多斯省)
比塞勒（法語：Bucéels，法語發音：[bysɛl]）是法国卡尔瓦多斯省的一个市镇，属于巴约区。

## 地理
比塞勒（49°11'15"N, 0°38'15"W）面积4.84 平方千米，位于法国诺曼底大区卡爾瓦多斯省，该省份为法国西北部沿海省份，北濒大西洋英吉利海峡，东北与滨海塞纳省以海上边界相接，东临厄尔省，南至奧恩省，西与芒什省接壤。
与比塞勒接壤的市镇（或旧市镇、城区）包括：欧德里约、舒安、瑞艾蒙代、兰热夫尔、瑟勒河畔蒂伊。

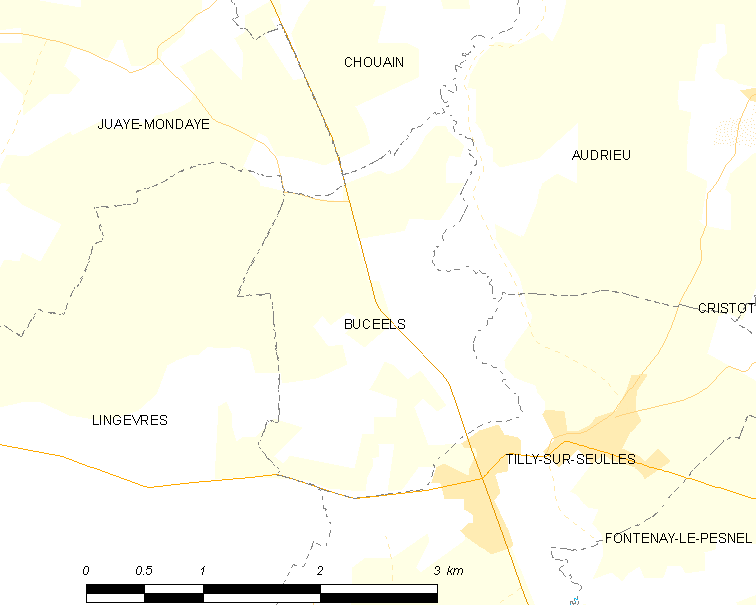
的OSM定位图

比塞勒的时区为UTC+01:00、UTC+02:00（夏令时）。

## 行政
比塞勒的邮政编码为14250，INSEE市镇编码为14111。

## 政治
比塞勒所属的省级选区为蒂和米县。

## 人口

1962-2008年间人口变化图示

比塞勒于2022年1月1日时的人口数量为450人。